# 中央児童福祉審議会
中央児童福祉審議会（ちゅうおうじどうふくししんぎかい）とは、旧厚生省（現:厚生労働省）の児童家庭局が管轄していた、児童、妊産婦及び知的障害者に福祉・文化財を提供する目的に設立され、その後省庁合理化の流れ「審議会の整理合理化」で1999年に廃止された、かつて存在した審議会の名称である。

## 概要
昭和22年12月12日法律第164号が制定、1948年（昭和23年）3月31日に施行された「児童福祉法」を受けて、旧厚生省が新たに設立したのが「中央児童福祉審議会」である。主な審議検討項目に、児童自立支援福祉支援助成に関する調査審議、児童福祉施設関連の運営に関する調査審議・指針、児童向け文化財推薦（映像・音響、舞台・芸術、出版）、国庫補助にての国内各地での映画上映・児童演劇の開催支援などを行っていた。

## 文化財推薦
- 映像・音響、舞台・芸術、出版など各分野の推薦に関しては、各事業者からの自薦を受け審議の上で、推薦を決定していた。主な推薦アニメとして、古くは1975年から放映のNETテレビの『一休さん』、1975年TBS系の『まんが日本昔ばなし』、日本テレビの『ミッキーマウスとドナルドダック』、近年では1990年のフジテレビ第一期『ちびまる子ちゃん』（番組中における推薦[1]の表示は1991年3月31日放送の第65話から）、1992年の『みかん絵日記』、1993年の『コボちゃん』、1994年の『七つの海のティコ』、テレビ東京系列の『しましまとらのしまじろう』は1995年 - 2008年までの字幕スーパーのオープニング場面などの推薦表示が知られている。